# Temesfüves
Temesfüves, 1910-ig  Fibis (románul: Fibiș, németül: Fibisch vagy Fiwisch) falu Romániában, a Bánságban, Temes megyében.

## Fekvése
Temesvártól 30 km-re északkeletre, a Temesvár–Lippa országút mentén, a Berekszó jobb partján fekszik.

## Története
1723–1725-ben még puszta volt, a 18. század közepén költöztek be román, majd 1800-ban német lakói.  1821-ben 1300 fős lakosságából 260 volt német. 1717 és 1786 között üveghutája működött. 1815-től Karl Schwarzenberg, 1816-tól Tököly Péter, majd Sina Simon birtoka. Tőle veje, gr. Siegfred Wimpfen örökölte az uradalmat. Arad, Csanád és Torontál vármegyékből származó magyar lakói a tanyákon (Ferenc-, Géza- és Kisfaludy-major) éltek és az 1921-es földreform után költöztek be a faluba. 1926–1930-ban délnyugati szélére a román állam 82 román családot telepített be Hunyad megyéből és néhány Temes megyei faluból. 1934–1935-ben Dimitrie Gusti munkatársai komplex falukutatást végeztek a településen. A következő években az ő közbenjárásukra épült kultúrház, fürdő, orvosi rendelő és könyvtár. 1940 körül a románok és a németek egymástól többnyire elkülönülten laktak, a magyarok pedig elszórtan a románok és a németek között és falu széli ún. Gyepsoron. Határa 5755 hold szántóból, 1180 hold rétből és 650 hold legelőből állt. A határ kb. ⅔-a volt a román, ⅓-a a német gazdáké. A román gazdák ökröt hízlaltak; évente kb. 800 hízott ökröt adtak el külföldre. 1989 óta sok román, magyar és német lakója hagyta el a falut, a sváb közösség gyakorlatilag megszűnt. 1968 és 2004 között Máslak községhez tartozott, akkor önálló községgé alakult.

## Népessége
- 1900-ban 2346 lakosából 1354 volt román, 649 német és 332 magyar anyanyelvű; 1367 ortodox, 922 római katolikus, 27 református és 17 evangélikus vallású.
- 2002-ben 1678 lakosából 1500 volt román, 117 magyar, 36 ukrán, 15 cigány és 10 német nemzetiségű; 1487 ortodox, 112 római katolikus, 46 pünkösdista és 26 baptista vallású.

## Híres emberek
- Itt született 1816. március 15-én Csiky János orvos.
- Itt született 1911. december 25-én Gunda Béla néprajztudós.